# عروة الأحمد
عروة الأحمد مواليد حمص، سوريا 24/3/1988م. خريج المعهد العالي للفنون في بيروت 2009م، قسم الإخراج المسرحي.

## سيرة وأعمال
كاتب ومخرج مسرحي حائز على الجائزة الذهبية في مهرجان الكونسرفتوار المسرحي 2009م عن مشروع تخرجه مونودراما "الثعلب" من تأليفه وأدائه وإخراجه، وآخر أعماله المسرحية كانت «ما في أمل»، وهي كوميديا سوداء من تأليفه وإخراجه تم تقديمها على خشبة مسرح الكندي في حمص 1 اذار 2011م، ثم قدم عرضي «نايلون» و «هو الحب» في دبي 2016م. كما أن الأحمد كان معدّ ومقدّم برامج تلفزيونية: ولكن تم ابعاده عن منصة التقديم. الأحمد صانع أفلام، حيث دخل مجال السينما في 2009م في فيلم «لاعب النرد» والذي نال تكريم مهرجان الدوحة السينمائي، ومن ثم فيلم خبز ورصاص عن مجاعات أفريقيا الذي نال تكريم «هيومان رايتس ووتش» سنة 2011م، وفيلم «السيدة الأولى» قيد الانتهاء ويسلط الضوء على طفلة من إدلب في الصف التاسع، نالت المركز الأول على محافظتها بالرغم من استشهاد والدتها أثناء تحضيرها للامتحانات. نال الأحمد ذهبية «فيرجن سبرينج» سنة 2017م كأفضل مخرج عن فيلمه «ذاكرة مالحة» الذي حصد ما يفوق 10 جوائز عالمية، كما حاز فيلمه «رسالة أخيرة» على جائزة أفضل فيلم في مهرجان «كان» للأفلام القصيرة سنة 2018م. يعد الأحمد عضو (تجمع الشارع السوري 2011م) وهو تجمع شبابي مدني ما زال العديد من أعضائه معتقلين لدى النظام السوري حتى اللحظة، مثل (مهند عمر – عدنان زراعي). شغل الأحمد منصب المدير العام لشركة «اميسا» في دبي للإنتاج الفني والموسيقي في عام 2013م. كما أنه كان المخرج العام لكرنفال دبي لكأس العالم للخيول في عام 2015م. وعمل الأحمد سنة 2013م في برنامج على موقع اليوتيوب باسم جدل وهي سلسلة من اللوحات النقدية الاجتماعية والسياسية، يعدّها ويقدّمها عروة الأحمد. وهو أيضًا عضو رابطة الصحفيين السوريين، ويقيم حالياً في فرنسا.

## روابط خارجية
- رحاب نيوز - ضيف اليوم
- الحوار المتمدن